# Aeroporto Internacional Sam Ratulangi
O Aeroporto Internacional Sam Ratulangi é o principal aeroporto da província de Celebes do Norte, na Indonésia. O aeroporto tem voos internacionais diretos para Singapura (Silk Air) e Davao, nas Filipinas (Merpati).
O nome do aeroporto é uma homenagem ao educador e herói da independência indonésia Sam Ratulangi.